# کاظم خوجه
کاظم خوجه، روستایی از توابع بخش مرکزی شهرستان کلاله در استان گلستان ایران است.

## جمعیت
این روستا در دهستان آق سو قرار دارد و براساس سرشماری مرکز آمار ایران در سال ۱۳۸۵، جمعیت آن ۱٬۴۰۹ نفر (۳۱۲خانوار) بوده‌است.
اغلب افراد این روستا سیستانی هستند و به زبان فارسی با گویش زابلی و بعضی به زبان کردی با گویش کرمانجی با هم دیگر صحبت می‌کنند.